# Joseph Thys
Joseph Thys (15 januari 1888 - 22 augustus 1941) was een Belgisch voetballer die speelde als middenvelder. Hij voetbalde in Eerste klasse bij Union Sint-Gillis en speelde 15 wedstrijden met het Belgisch voetbalelftal.

## Loopbaan
Thys debuteerde in 1904 als Racing CB jeugdspeler en stapte in 1910 over als middenvelder in het eerste elftal van Uccle Sport dat pas gepromoveerd was naar Tweede klasse. In 1911 trok hij naar Union Sint-Gillis dat actief was in Eerste klasse. Hij werd met de ploeg landskampioen in 1913 en won tweemaal de Beker van België (1913 en 1914). Na de onderbreking van de competitie omwille van de Eerste Wereldoorlog werd Thys met de ploeg nog tweemaal tweede (1920 en 1921). In 1922 zette hij een punt achter zijn spelersloopbaan op het hoogste niveau. In totaal speelde hij 113 wedstrijden in de Eerste klasse en scoorde hierbij 12 doelpunten.
Tussen 1912 en 1919 speelde Thys 15 wedstrijden met het Belgisch voetbalelftal en scoorde hierbij één doelpunt.